# Sonkajärvi och Sonkalompolo
Sonkajärvi och Sonkalompolo är en sjö i Finland. Den ligger i kommunen Enontekis i landskapet Lappland, i den norra delen av landet, 900 km norr om huvudstaden Helsingfors. Sonkajärvi och Sonkalompolo ligger 253,3 meter över havet. Arean är 1,04 kvadratkilometer och strandlinjen är 7,25 kilometer lång. Sjön  ingår i Torne älvs huvudavrinningsområde. 